# アルガルヴェ・カップ2012
アルガルヴェ・カップ2012（英: Algarve Cup 2012）は、2012年2月29日から3月7日にかけて開催された第19回目のアルガルヴェ・カップである。

## 出場国
| グループA - アイスランド - スウェーデン - 中華人民共和国 - ドイツ | グループB - アメリカ合衆国 - デンマーク - 日本 - ノルウェー | グループC - アイルランド - ウェールズ - ハンガリー - ポルトガル |

## 開催方式
各グループで総当たり戦を行い、その後以下の組み合わせで順位決定戦を行なう。
- 1位・2位：グループAの1位とグループBの1位
- 3位・4位：グループAの2位とグループBの2位
- 5位・6位：グループAの3位とグループBの3位
- 7位・8位：グループA/Bの4位とグループCの1位
- 9位・10位：グループA/Bの4位とグループCの2位
- 11位・12位：グループCの3位とグループCの4位

※グループA/Bの4位チームのうち、成績上位のチームは7位・8位決定戦に、下位のチームは9位・10位決定戦に進む。

## 結果

### グループリーグ

#### グループ A
| 順 | チーム         | 試 | 勝 | 分 | 敗 | 得 | 失 | 差 | 点 |
| -- | -------------- | -- | -- | -- | -- | -- | -- | -- | -- |
| 1  | ドイツ         | 3  | 3  | 0  | 0  | 6  | 0  | +6 | 9  |
| 2  | スウェーデン   | 3  | 2  | 0  | 1  | 5  | 5  | 0  | 6  |
| 3  | アイスランド   | 3  | 1  | 0  | 2  | 2  | 5  | −3 | 3  |
| 4  | 中華人民共和国 | 3  | 0  | 0  | 3  | 0  | 3  | −3 | 0  |

| 2012年2月29日 14:00 |

| ドイツ          | 1 - 0    | アイスランド |
| ミッターク 25分 | レポート |              |

| エスタディオ・ムニシパル（ラゴス） |

| 2012年2月29日 15:00 |

| スウェーデン      | 1 - 0    | 中華人民共和国 |
| ヨーランソン 83分 | レポート |                |

| エスタディオ・ムニシパル（サント・アントニオ） |

| 2012年3月2日 13:30 |

| アイスランド          | 1 - 4    | スウェーデン                                                 |
| ラルスドッティル 21分 | レポート | シェリン 2分 · ヨーランソン 13分, 38分 · ランドストレム 33分 |

| デスポルティーヴォ・ダ・ノラ・パルク（フェレイラス） |

| 2012年3月2日 15:00 |

| ドイツ                 | 1 - 0    | 中華人民共和国 |
| ベーリンガー 12分 (PK) | レポート |                |

| エスタディオ・ムニシパル（サント・アントニオ） |

| 2012年3月5日 15:00 |

| スウェーデン | 0 - 4    | ドイツ                                                |
|              | レポート | オコイノ・ダ・ムバビ 24分, 31分, 65分 · ポップ 90+2分 |

| エスタディオ・ムニシパル（パルシャル） |

| 2012年3月5日 15:00 |

| 中華人民共和国 | 0 - 1    | アイスランド                  |
|                | レポート | フリードリクスドッティル 80分 |

| エスタディオ・ムニシパル（ラゴス） |

#### グループ B
| 順 | チーム         | 試 | 勝 | 分 | 敗 | 得 | 失 | 差 | 点 |
| -- | -------------- | -- | -- | -- | -- | -- | -- | -- | -- |
| 1  | 日本           | 3  | 3  | 0  | 0  | 5  | 1  | +4 | 9  |
| 2  | アメリカ合衆国 | 3  | 2  | 0  | 1  | 7  | 2  | +5 | 6  |
| 3  | デンマーク     | 3  | 1  | 0  | 2  | 1  | 7  | −6 | 3  |
| 4  | ノルウェー     | 3  | 0  | 0  | 3  | 2  | 5  | −3 | 0  |

| 2012年2月29日 12:40 |

| 日本                              | 2 - 1                  | ノルウェー        |
| 永里優季 45+1分 · 川澄奈穂美 65分 | レポート(JFA) レポート | ヘルロヴセン 15分 |

| エスタディオ・ムニシパル（パルシャル） |

| 2012年2月29日 17:00 |

| アメリカ合衆国                                                        | 5 - 0    | デンマーク |
| モーガン 21分, 82分 · ワンバック 45+1分 · ロイド 77分 · ルルー 90+1分 | レポート |            |

| エスタディオ・ムニシパル（ラゴス） |

| 2012年3月2日 12:10 |

| デンマーク | 0 - 2                  | 日本                            |
|            | レポート(JFA) レポート | 菅澤優衣香 52分 · 大野忍 90+1分 |

| エスタディオ・ムニシパル（パルシャル） |

| 2012年3月2日 15:00 |

| アメリカ合衆国                | 2 - 1    | ノルウェー        |
| ワンバック 52分 · ルルー 83分 | レポート | トシュネス 90+3分 |

| エスタディオ・ムニシパル（ラゴス） |

| 2012年3月5日 14:10 |

| ノルウェー | 0 - 1    | デンマーク       |
|            | レポート | ラスムッセン 7分 |

| デスポルティーヴォ・ダ・ノラ・パルク（フェレイラス） |

| 2012年3月5日 14:10 |

| 日本          | 1 - 0                  | アメリカ合衆国 |
| 高瀬愛実 86分 | レポート(JFA) レポート |                |

| エスタディオ・アルガルヴェ（ファロ） |

#### グループ C
| 順 | チーム       | 試 | 勝 | 分 | 敗 | 得 | 失 | 差 | 点 |
| -- | ------------ | -- | -- | -- | -- | -- | -- | -- | -- |
| 1  | ウェールズ   | 3  | 2  | 1  | 0  | 3  | 1  | +2 | 7  |
| 2  | ポルトガル   | 3  | 2  | 0  | 1  | 6  | 2  | +4 | 6  |
| 3  | ハンガリー   | 3  | 1  | 0  | 2  | 2  | 6  | −4 | 3  |
| 4  | アイルランド | 3  | 0  | 1  | 2  | 1  | 3  | −2 | 1  |

| 2012年2月29日 15:00 |

| アイルランド | 0 - 1    | ハンガリー   |
|              | レポート | シポシュ 2分 |

| エスタディオ・ムニシパル（シルヴェス） |

| 2012年2月29日 15:45 |

| ポルトガル | 0 - 1    | ウェールズ        |
|            | レポート | ジェームズ 90+2分 |

| エスタディオ・ムニシパル（パルシャル） |

| 2012年3月2日 15:15 |

| ポルトガル                                                      | 4 - 0    | ハンガリー |
| ロドリゲス 13分 · メンデス 56分 · ボルジェス 64分 · コウト 85分 | レポート |            |

| エスタディオ・ムニシパル（パルシャル） |

| 2012年3月2日 18:00 |

| ウェールズ | 0 - 0    | アイルランド |
|            | レポート |              |

| デスポルティーヴォ・ダ・ノラ・パルク（フェレイラス） |

| 2012年3月5日 17:15 |

| ハンガリー  | 1 - 2    | ウェールズ          |
| ヴァゴ 72分 | レポート | ランダー 10分, 50分 |

| エスタディオ・ムニシパル（サント・アントニオ） |

| 2012年3月5日 17:15 |

| ポルトガル           | 2 - 1    | アイルランド  |
| ボルジェス 7分, 74分 | レポート | クイーン 30分 |

| エスタディオ・アルガルヴェ（ファロ） |

### 順位決定戦

#### 11位決定戦
| 2012年3月7日 10:15 |

| ハンガリー  | 1 - 2 | アイルランド                    |
| Tálosi 65分 |       | オゴーマン 18分 · ラッセル 52分 |

| エスタディオ・ド・クラルテイラ（クアルテイラ） |

#### 9位決定戦
| 2012年3月7日 10:15 |

| ポルトガル | 0 - 1 | 中華人民共和国 |
|            |       | 馬暁旭 58分    |

| エスタディオ・アルガルヴェ（ファロ） |

#### 7位決定戦
| 2012年3月7日 10:15 |

| ウェールズ | 0 - 3 | ノルウェー                  |
|            |       | ペデルセン 49分, 69分, 81分 |

| エスタディオ・ムニシパル・ド・ルーレ（ルーレ） |

#### 5位決定戦
| 2012年3月7日 10:15 |

| アイスランド            | 1 - 3 | デンマーク                                                 |
| マグヌスドッティル 44分 |       | トロエルスガール・ニールセン 3分, 18分 · ラスムッセン 88分 |

| デスポルティーヴォ・ダ・ノラ・パルク（フェレイラス） |

#### 3位決定戦
| 2012年3月7日 10:15 |

| スウェーデン | 0 - 4 | アメリカ合衆国                             |
|              |       | モーガン 4分, 33分, 73分 · ワンバック 36分 |

| エスタディオ・ムニシパル（パルシャル） |

#### 決勝戦
| 2012年3月7日 13:10 |

| ドイツ                                                    | 4 - 3           | 日本                                              |
| マロジャン 20分 · オコイノ・ダ・ムバビ 22分, 88分, 90+2分 | レポート（JFA） | 川澄奈穂美 35分 · 田中明日菜 55分 · 永里優季 90分 |

| エスタディオ・アルガルヴェ（ファロ） |

## 優勝国
| アルガルヴェ・カップ2012優勝国 |
| ------------------------------ |
| · ドイツ · 6大会ぶり2回目      |

## 得点ランキング
| 順位 | 選手名                       | 得点数 |
| ---- | ---------------------------- | ------ |
| 1    | セリア・オコイノ・ダ・ムバビ | 6      |
| 2    | アレックス・モーガン         | 5      |
| 3    | アナ・ボルジェス             | 3      |
| 3    | アントニア・ヨーランソン     | 3      |
| 3    | アビー・ワンバック           | 3      |
| 3    | セシール・ペデルセン         | 3      |

## 表彰
| 賞             | 受賞者       |
| -------------- | ------------ |
| 大会最優秀選手 | 宮間あや     |
| フェアプレー賞 | スウェーデン |